# タルクィニウス・スペルブス
ルキウス・タルクィニウス・スペルブス（羅: Lucius Tarquinius Superbus）は、王政ローマ第7代にして最後の王（在位：紀元前535年 - 紀元前509年）。タルクィニウスが追放された後、ローマは共和政に移った。
第5代ルキウス・タルクィニウス・プリスクス王の息子で、先代の王であるセルウィウス・トゥッリウスの娘婿にあたる。コグノーメンの Superbus は「傲慢な」を意味し、日本語では傲慢王と訳される。ルキウス・ユニウス・ブルトゥスらによってローマから追放された。

## 生涯
伝承によれば、先王セルウィウスを殺害するとラティウム地方に覇権を伸ばしたと言う。また彼の妻トゥリアは先王の娘であったが、父親の殺害の中心的人物だったとも伝えられている。少なくともタルクィニウスとトゥリアがセルウィウスの殺害に何らかの形で関わったのは間違いないとされている。

### 王として
妻にけしかけられて遂にセルウィウスを排除すると、タルクィニウスは王の諮問機関である元老院を召集、自らを王と宣言する。常に身近に衛兵を置き自らの身を守ると、先王に関わった元老院議員を殺害していき、更に市民の生殺与奪を思いのままにして恐怖でもって支配を強めていった。
対外的にはラティウム同盟との盟約を新たにし、ローマとラティウムの混成部隊を編成すると、ウォルスキ族や近隣都市ガビイとの戦争を始め、ガビイの守りが堅いと見るや、息子セクストゥス・タルクィニウスを使った計略でもって手に入れた。そうして国外が安定した所で、今度はユピテル神殿や下水道の建設事業に市民を酷使し始めた。

### シビュラの書
タルクィニウスがクマエのシビュラから書籍を購入したやり取りは、ローマ史における神話的要素の中でも特によく知られたものの一つである。クマエのシビュラは9巻からなる神託集を提示して購入を持ちかけたが、王は提示された価格の高さに断った。するとシビュラは3巻分を焼き、残り6巻に同じ値をつけた。王が再び拒絶すると、さらに3巻を焼いて同じ値を提示した。王は気が変わり、残りを言い値で買い取り、カピトーリウムの丘のユピテル神殿に奉納した。この逸話は、マルクス・テレンティウス・ウァロの失われた著書からの引用として、ラクタンティウスが『神学綱要』の中で伝えているほか、オリゲネスなども述べている。

### ローマ追放
紀元前509年に王子セクストゥス・タルクィニウスが起こした強姦事件に端を発するルクレティアの自殺をきっかけとして、ルキウス・ユニウス・ブルトゥスらがタルクィニウスに反旗を翻し、彼の演説に同調したローマ民衆によって王を支援する家族・勢力は追放された。王政のローマは終焉し、共和制へと移行することになる。

### 亡命生活
彼の故郷はエトルリアのタルクィニイで、ローマに内通者を作る計略に失敗した後、ウェイイとタルクィニイの支援を取り付けローマに反撃した (シルウァ・アルシアの戦い)。ブルトゥスと息子の一人が刺し違える激戦だったものの敗北すると、エトルリアの強大な都市クルシウムの王ラルス・ポルセンナを頼った。
紀元前508年、ポルセンナはローマを攻囲する (ローマ包囲戦)などして共和政ローマを苦しめたものの、最終的には和平を結ぶこととなり、タルクィニウスはトゥスクルムに亡命することとなったという。
更にその後も虎視眈々とローマを狙うもののレギッルス湖の戦いで敗北。結局、王位に戻る事なく紀元前495年頃にクーマエにて没した。